# 水野三紀
水野 三紀（みずの みき、本名：朝吹 美紀（旧姓水野））は、日本のラジオパーソナリティ、音楽評論家。
夫は詩人、慶大法学部教授の朝吹亮二。娘に芥川賞作家の朝吹真理子がいる。

## 来歴
愛知県名古屋市出身。南山大学文学部仏文学科卒。少女時代からフランス文学に魅了され、ヘルマン・ヘッセやロマン・ローランの作品を特に愛読している。大学4年生の時に中部日本放送のオーディションに合格、テレビ初出演。月曜日から金曜日までの生放送番組でアシスタントを務めた。その後TBS夕方番組「ぎんざNOW!」の火曜「フォークソングコンテスト」と木曜「ポップティーンPOPS」アシスタントを担当した。英語にも堪能で、外国人歌手のゲストともスムーズにやり取りできた。1977年4月からおよそ4年にわたってNHK-FM「軽音楽をあなたに」のパーソナリティを務めた。音楽評論家としてジャズのライナーノーツなども書いておられた。2023年12月、SpotifyにてMCを務めるポッドキャスト番組「誰が聴くのよ こんな話!」を開始。

## 出演番組
- ぎんざNOW!（1976年11月 - 1978年3月30日、TBS）
- 軽音楽をあなたに（1977年4月 - 1981年4月、NHK-FM放送）
- 軽音楽をあなたに2019 （2019年8月5日 - 9日、NHK-FM放送）[6]